# Bernardo de Vera y Pintado
Bernardo Romualdo de Vera-Mujica y López Pintado, más conocido como Bernardo de Vera y Pintado (Santa Fe, 1780-Santiago, 27 de agosto de 1827), fue un abogado y político argentino-chileno. Fue autor de la letra tanto del Himno a la victoria de Yerbas Buenas (1813) como del primer Himno nacional de Chile (1819).

## Biografía

### Familia
Fue hijo de José Ignacio de Vera-Mujica y López Pintado y de María Antonia López Pintado y Ziburu. Entre sus parientes se cuentan su primo de Mariano Vera, gobernador federal de la Provincia de Santa Fe, y su tía paterna Rafaela de Vera Mujica y López Pintado, esposa del virrey del Río de la Plata Joaquín del Pino.
El 16 de marzo de 1808, se casó con la santiaguina Mercedes de la Cuadra y Baeza, con quien tuvo dos hijas: Lucía, casada en 1833 con Ramón Luis Irarrázaval, y María del Carmen de Vera-Mujica y de la Cuadra.

### Estudios
Realizó sus estudios superiores en la Universidad de Córdoba. Debido a que en Córdoba no se dictaba la carrera de leyes, en 1799 se trasladó a Chile acompañando al gobernador Joaquín del Pino, futuro virrey del Río de la Plata, quien era casado con su tía paterna Rafaela de Vera Mujica y López Pintado.
Cursó leyes y teología en la Real Universidad de San Felipe, alcanzando los grados de bachiller, licenciado y doctor en la segunda en 1799, y el doctorado en leyes en 1806. Fue docente de derecho en esa Universidad.

### Vida política
En 1808 ya era un revolucionario y su cargo de secretario del cabildo de Santiago de Chile le daba una importante posición política.
Acusado ante Francisco Antonio García Carrasco, gobernador de Chile, el 18 de mayo de 1810 se instruyó un sumario y fue apresado el 25 de mayo de 1810, acusado de subversión junto con Juan Antonio Ovalle y José Antonio de Rojas, y llevado al cuartel de San Pedro, y posteriormente conducido a Valparaíso, el día 29, donde se le obliga a abordar la fragata «Astrea».
Cuando se conocieron los sucesos en Santiago, se produjo una fuerte conmoción popular que atemorizó al gobernador. José Ignacio de la Cuadra, suegro de Bernardo Vera, eleva una solicitud firmada por cuarenta «vecinos respetables» en el que se pedía al Cabildo el cumplimiento de las leyes. A pesar de haber ofrecido la oportunidad a los reos de defenderse públicamente, se dispuso la deportación al Callao de los prisioneros. A causa del mal estado de salud, es dejado en Valparaíso. Después de la formación de la Primera Junta Nacional de Gobierno de Chile, el gobierno argentino lo nombró representante diplomático en Chile.
Colaboró con fray Camilo Henríquez en la redacción del periódico Aurora de Chile, publicado por primera vez el 13 de febrero de 1812. Fue secretario del gobierno en Hacienda (julio de 1814), y de Guerra (septiembre de 1814).
A causa de la derrota patriota en Rancagua, emigró a Mendoza, incorporándose al cabildo de esa ciudad. Cuando el diputado Tomás Godoy Cruz informó al mismo que el Congreso de Tucumán estaba evaluando la instalación de una monarquía para las Provincias Unidas del Río de la Plata, obtuvo del cabildo que se le prohibiera apoyar esas gestiones.
Regresó a Chile con el Ejército de los Andes en 1817, tras la victoria de los independentistas en la Batalla de Chacabuco.
En 1819 compuso el primer himno nacional de Chile, cuyo coro fue conservado en el actual. Formó parte del Congreso como diputado por Linares (1823-1825), Fue vicepresidente del Congreso (1824) y Presidente del mismo en 1825. En 1826 fue designado profesor de Derecho Civil y Canónico del Instituto Nacional.